# Psychologische Beratung
Psychologische Beratung (amerik.-engl. Psychological Counseling, brit.-engl. Psychological Counselling) bezeichnet psychologische Maßnahmen und Tätigkeiten, die der Aufarbeitung und Überwindung von Problemen oder Konflikten dienen. Sie ist eine zentrale Interventionstechnik im Bereich der nichtheilkundlichen Psychologie (beratende Psychologie).
In Deutschland gehören „Tätigkeiten, die nur die Aufarbeitung oder Überwindung sozialer Konflikte oder sonstige Zwecke außerhalb der Heilkunde zum Gegenstand haben“, nach § 1 Abs. 2 Satz 3 des Psychotherapeutengesetzes (Fassung September 2020) „nicht zur Ausübung der Psychotherapie“. In Österreich und der Schweiz verhält es sich ähnlich, auch wenn die dortigen gesetzlichen Regelungen im Detail abweichen.
Der Begriff Psychologischer Berater gehört nicht zu den in Deutschland gesetzlich geschützten Berufsbezeichnungen; er ist nicht mit dem Psychologen, dem approbierten Psychotherapeuten oder auch dem Heilpraktiker auf dem Gebiet der Psychotherapie zu verwechseln. Unter Counseling Psychology wird vor allem im englischen Sprachraum ein Spezialgebiet der Psychologie gefasst, das sich mit der Anwendung von Beratungsprozessen auf verschiedenen Gebieten beschäftigt (z. B. Supervision, Training, Laufbahnentwicklung, Prävention und Gesundheit).

## Definition und gesetzliche Grundlagen
Man muss davon ausgehen, dass es eine spezifische, eindeutige und hinreichend weit akzeptierte Begriffsbestimmung bisher nicht gibt, die Versuche differenzieren je nach Anwendungsbereich und Erkenntnisinteresse.
Eine allgemeine Definition hat der Berufsverband Deutscher Psychologinnen und Psychologen in seinen berufspolitischen Leitsätzen vorgelegt:

„Psychologische Beratung ist ein auf Wechselbeziehungen zwischen Personen bzw. Gruppen beruhender Prozess zur Förderung psychischer Kompetenz und Handlungskompetenz (Veränderung von Denk-, Gefühls und Handlungsmustern), zur Aktivierung vorhandener und Erschließung neuer Ressourcen, zum Abbau störender Faktoren. Hierbei besteht Einvernehmen zwischen den teilnehmenden Personen (Psychologin, Psychologe, ratsuchender Person/Gruppe) über den Beratungsbedarf. Der Beratungsprozess wird auf beschriebene Ziele hin durchgeführt. Es werden Methoden eingesetzt, die auf Erkenntnissen der wissenschaftlichen Psychologie beruhen.“

### Beratung und Psychotherapie
Vor allem in Abgrenzung zur Psychotherapie werden solche Definitionen ebenfalls versucht:
In Deutschland definiert der § 1 PsychThG die beratende Psychologie als „psychologische Tätigkeiten, die die Aufarbeitung und Überwindung sozialer Konflikte oder sonstige Zwecke außerhalb der Heilkunde zum Gegenstand haben.“ In Österreich und der Schweiz gilt ebenso, dass all jene psychologischen Interventionen als beratend eingestuft werden, die nicht dem Zwecke der Heilkunde dienen. Dies bedeutet, im Rahmen der psychologischen Beratung darf keine Behandlung von psychischen Störungen erfolgen. Von Seiten des Gesetzes sind damit die Grenzen der psychologischen Beratung, insbesondere ihre Abgrenzung zur heilkundlichen Psychologie (Psychotherapie) geregelt. Ihre Inhalte und Verfahren selbst unterliegen jedoch keiner staatlichen Aufsicht oder Regulierung.
Hierbei kommen in der Regel psychologische und psychotherapeutische Techniken zum Einsatz, die zum Teil auch aus der Psychotherapie bekannt sind. Während Psychotherapie jedoch eine Tätigkeit zur Feststellung, Heilung oder Linderung von Störungen mit Krankheitswert ist, geht es bei der psychologischen Beratung um Hilfestellungen für psychisch gesunde Menschen mit konkreten Lebensproblemen.

### Andere Beratungsformen
Psychologische Beratung als Teilgebiet der beratenden Psychologie ist von anderen Formen von psychologischer Beratung (z. B. Psychoedukation, wirtschaftspsychologische Methoden, Kommunikationstrainings) zu unterscheiden. Anders als im deutschsprachigen Bereich werden in vielen Ländern diese Unterscheidungen über gesetzliche Regelungen getroffen und Maßnahmen der psychologischen Beratung reguliert. So werden zum Beispiel in den USA beratend tätige Sozialarbeiter und Seelsorger als Counselor lizenziert, während die Ausübung psychologischer Beratung nur als lizenzierter Counseling Psychologist möglich ist, was eine Lizenz als Psychologe und damit ein einschlägiges universitäres Psychologiestudium mindestens mit Abschluss als Master oder sogar mit einem Doktorat erfordert.
Beratend arbeitende Psychologen finden sich in Deutschland außerhalb von Institutionen eher selten. Aufgrund des heilkundlich ausgerichteten Systems der psychotherapeutischen Versorgung in Deutschland ist eine psychologische Beratungspraxis außerhalb der Psychotherapie nur in seltenen Fällen wirtschaftlich möglich. Der Beruf eines klassischen Counselling Psychologist hat sich in Deutschland daher bisher kaum etablieren können. Hintergrund dieser Entwicklung dürfte im Wesentlichen die fehlende ökonomische Einbindung von psychologischer Beratung in die Systeme der Gesundheitsversorgung sein.
- Siehe auch: Beratung
- Siehe auch: Counseling

## Themenbereiche
Psychologische Beratung kann überall dort erfolgen, wo es um die Lösung und Überwindung von persönlichen und sozialen Konflikten geht. Methoden der psychologischen Beratung finden daher – selbständig oder eingebunden in andere Maßnahmen – Verwendung in den verschiedensten Bereichen der sozialen und psychologischen Arbeit. Zu nennen sind unter anderem Lebensberatung, Seelsorge, Berufs- und Studienberatung, Bildungsberatung, Ehe- und Partnerschaftsberatung, Erziehungsberatung, Familienberatung, Jugendberatung und Drogenberatung, genetische Beratung, Beratung zur Bewältigung spezieller Erkrankungen sowie Beratung für Menschen mit Behinderung, Personal- und Führungskräfteberatung, Konfliktberatung, Entscheidungsberatung, Mobbingberatung, Opferberatung und im Bedarfsfall auch Beratung in Bezug auf Möglichkeiten und Planung einer Psychotherapie.

## Beratungsanliegen
Generelles, übergeordnetes Ziel der psychologischen Beratung ist die Verbesserung der subjektiven Zufriedenheit und der Lebensqualität. Mögliche Beratungsziele sind die Lösung von Konflikten, die Klärung von unklaren persönlichen oder sozialen Situationen sowie das Erlernen von Präventionsmaßnahmen. Entscheidungsschwierigkeiten, von als ethisch oder moralisch unklar empfundenen Problemlagen, von Fragen zur Lebensänderung, solchen zur allgemeinen, beruflichen oder familiären Neuorientierung, zu Bildungsmöglichkeiten und -eignungen, zur Karriereplanung, bei allgemeinen beruflichen Fragen, bei Problemen am oder mit dem Arbeitsplatz, zur Verbesserung des Arbeitens und Lernens, zur Verbesserung der Kommunikation und zur Optimierung des Führungsverhaltens können ebenso Gegenstand psychologischer Beratungsmaßnahmen sein. Zunehmend wird die psychologische Beratung auch zur Klärung und Aufarbeitung existenzieller (Sinn-)Fragen aufgesucht. In diesem Zusammenhang kann inzwischen auch auf fundierte Forschungsergebnisse zur Psychologie des Glücks zurückgegriffen werden.

## Finanzierung der Beratung
Da psychologische Beratung nicht der Behandlung von Krankheiten dient (und von Gesetzes wegen auch nicht dienen darf), werden ihre Kosten in den deutschsprachigen Ländern von den Krankenversicherungen in der Regel nicht übernommen. Psychologische Beratung erfolgt in Deutschland jedoch auch kostenfrei im Rahmen der erweiterten Gesundheitsversorgung, zumeist in Beratungsstellen, Krisenzentren oder dem sozial-psychiatrischen Dienst. Bei Beratungsstellen gemeinnütziger Träger und bei den anerkannten Trägern der Jugendhilfe in Deutschland (beispielsweise nach §28) entstehen dem Beratungsempfänger in der Regel keine Kosten oder es wird um Spenden für die erfolgte Beratung gebeten. Bei freiberuflichen psychologischen Beratern und bei Online- oder telefonischen Beratungsangeboten muss die Beratung oft vollständig privat bezahlt werden. In Einzelfällen kann bei privaten Krankenversicherungen eine Kostenübernahme beantragt werden, wenn der psychologische Berater über eine Approbation als Psychotherapeut oder eine Zulassung zur Heilkunde als Heilpraktiker bzw. Heilpraktiker für Psychotherapie verfügt.

## Ausbildung und Qualifikation
Auf dem deutschen „Beratungsmarkt“ finden sich viele, zum Teil auch nebenberuflich tätige, psychologische Berater mit sehr unterschiedlichem Ausbildungshintergrund. Ein Universitätsstudium der Psychologie, Sozialarbeit, Kommunikationswissenschaft oder Theologie kann, häufig nach zusätzlichen Weiterbildungen, ebenso zur Anwendung befähigen, wie Kurse bei privaten Instituten. Die Qualität der Ausbildung variiert dementsprechend stark.
Es gibt zudem – zum Teil per Fernunterricht durchgeführte – staatlich zertifizierte Lehrgänge als „Psychologischer Berater/Personal Coach“ gemäß der Anerkennungs- und Zulassungsverordnung Weiterbildung (AZWV). Die Bezeichnungen „Psychologischer Berater“ oder „Personal Coach“ sind in Deutschland aber – im Gegensatz zum Titel „Diplom-Psychologe“ sowie auch der alleinstehenden Bezeichnung „Psychologe“ – nicht geschützt. Während also die Nutzung letztgenannter Berufsbezeichnungen den erfolgreichen Abschluss eines Hochschulstudiums mit Hauptfach Psychologie voraussetzt, sind für das Auftreten als „Psychologischer Berater“ weder die genannten Lehrgänge noch eine andere Ausbildung vorgeschrieben. Daher wird gelegentlich auf die Gefahr hingewiesen, dass aufgrund mangelnder fachlicher Kenntnisse auch zweifelhafte Anbieter auftreten, die weniger effektiv sind oder schlimmstenfalls gar Risiken für die Klienten bergen. Anders als bei staatlich geregelten Berufsgruppen ist hier der Ratsuchende selber gefragt, die Qualifikation des psychologischen Beraters anhand dessen absolvierter Aus- und Weiterbildungen selber abzufragen und seine Seriosität zu prüfen.
Ausbildungskurse werden in Deutschland auch von Berufsverbänden, von gemeinnützigen Fortbildungsträgern und von privatwirtschaftlich organisierten Weiterbildungseinrichtungen (auch in Kooperation mit einigen Fachhochschulen) angeboten. Diese Kurse bestehen in der Regel aus der Vermittlung von theoretischen Inhalten und einem praktischen Teil, in dem die erlernten Methoden und Techniken geübt werden.

## Beratungsvorgang
Das Geschehen während einer psychologischen Beratung hängt von der konkret angewandten Methode ab. Hierbei kommen, ebenso wie bei der Psychotherapie, verhaltenstherapeutische und tiefenpsychologische, aber auch kommunikationspsychologische und andere Techniken zum Einsatz. In der Regel ist das Vorgehen kooperativ und auf Augenhöhe mit dem Klienten. Psychologe bzw. Berater und Klient sind gleichwertige Persönlichkeiten und suchen gemeinsam nach Klärung und Lösungsmöglichkeiten für bestehende Probleme und Konflikte.
Eine förderliche psychologische Beratung nimmt den unterbrochenen Entwicklungsprozess im Sinne des lebenslangen Lernens wieder auf und führt ihn weiter. Auch auf den prophylaktischen Wert frühzeitig wahrgenommener psychologischer Beratung wird bisweilen hingewiesen. Aus empirischen Studien kann abgeleitet werden, dass Probleme und Krisen die Entstehung von psychischen Störungen und körperlichen Erkrankungen begünstigen können (vgl. z. B. Forschungen zum Diathese-Stress-Modell). Psychologische Beratung ersetzt jedoch weder eine ärztliche Behandlung noch psychotherapeutisch indizierte Hilfeleistung. Sie reiht sich als mildeste, niedrigschwellige Form in den Bereich der psychosozialen Versorgung ein, greift aber dafür auch wesentlich breiter. Weiteres Merkmal ist die ambulante Durchführbarkeit wie etwa in örtlichen Beratungsstellen oder in psychologischen Praxen. Psychologische Telefonberatung ermöglicht indessen eine anonyme Beratung, wodurch eine beim Ratsuchenden etwa vorhandene Hemmschwelle verringert wird, sich einer fremden Person gegenüber zu öffnen.

## Einsatzgebiete
- Eheberatung
- Familienberatung
- Erziehungsberatung
- Psychoedukation
- Drogenberatung
- Sexualberatung
- Prävention
- Konfliktberatung
- Lebensberatung
- Psychosoziale Beratung
- Berufsberatung
- Wirtschaftsberatung
- Mediation
- Coaching
- Organisationsberatung